# Opodiphthera
Opodiphthera es un género de polillas de la familia de los satúrnidos endémico de Australia. El género tiene 11 especies clasificadas.
Las larvas se alimentan de eucaliptos y también de especies de otras familias como Myrtaceae y Betulaceae.

## Especies
- Opodiphthera astrophela Walker, 1855
- Opodiphthera carnea (Sonthonnax, 1899)
- Opodiphthera engaea Turner, 1922
- Opodiphthera eucalypti Scott, 1864
- Opodiphthera fervida Jordan, 1910
- Opodiphthera helena (White, 1843)
- Opodiphthera jurriaansei Van Eecke, 1933
- Opodiphthera loranthi Lucas, 1891
- Opodiphthera pristina Walker, 1865
- Opodiphthera tenimberensis Niepelt, 1934